# Aaron Paul
Aaron Michael Paul, ursprungligen Aaron Paul Sturtevant, född 27 augusti 1979 i Emmett, Idaho, är en amerikansk skådespelare. 
Paul spelade rollen som Jesse Pinkman i AMC-serien Breaking Bad, en roll som han vunnit tre Emmy Awards för. Innan dess figurerade han i en musikvideo för Korn samt hade småroller i Mission: Impossible III, K-Pax och National Lampoon's Van Wilder. Han har även gjort en del gästroller i TV-serier och filmer som The Last House on the Left, Medium, The 4400, Close to Home, The Closer, Numb3rs, Big Love, Sleeper Cell och The Price is Right. Han medverkar nu i serien The Path (HBO) säsong 2.

## Filmografi i urval
- 2005 – Point Pleasant (TV-serie) (3 avsnitt)
- 2006 – Mission Impossible III
- 2007–2011 – Big Love (TV-serie) (14 avsnitt)
- 2008–2013 – Breaking Bad (TV-serie) (62 avsnitt)
- 2009 – The Last House on the Left
- 2014 – Need for Speed
- 2014 – Exodus: Gods and Kings
- 2015 – Eye in the Sky
- 2016 – Triple 9
- 2019 – El Camino: A Breaking Bad Movie
- 2022 – Better Call Saul
- 2023 – Black Mirror (Beyond the Sea)